# Taxus baccata
El tejo común o tejo negro (Taxus baccata), es una especie del género Taxus originaria de Europa occidental, central y meridional. Es una gimnosperma de la familia de las taxáceas, grupo primitivo ampliamente difundido ya desde el Jurásico y del que actualmente el tejo es el único representante europeo.

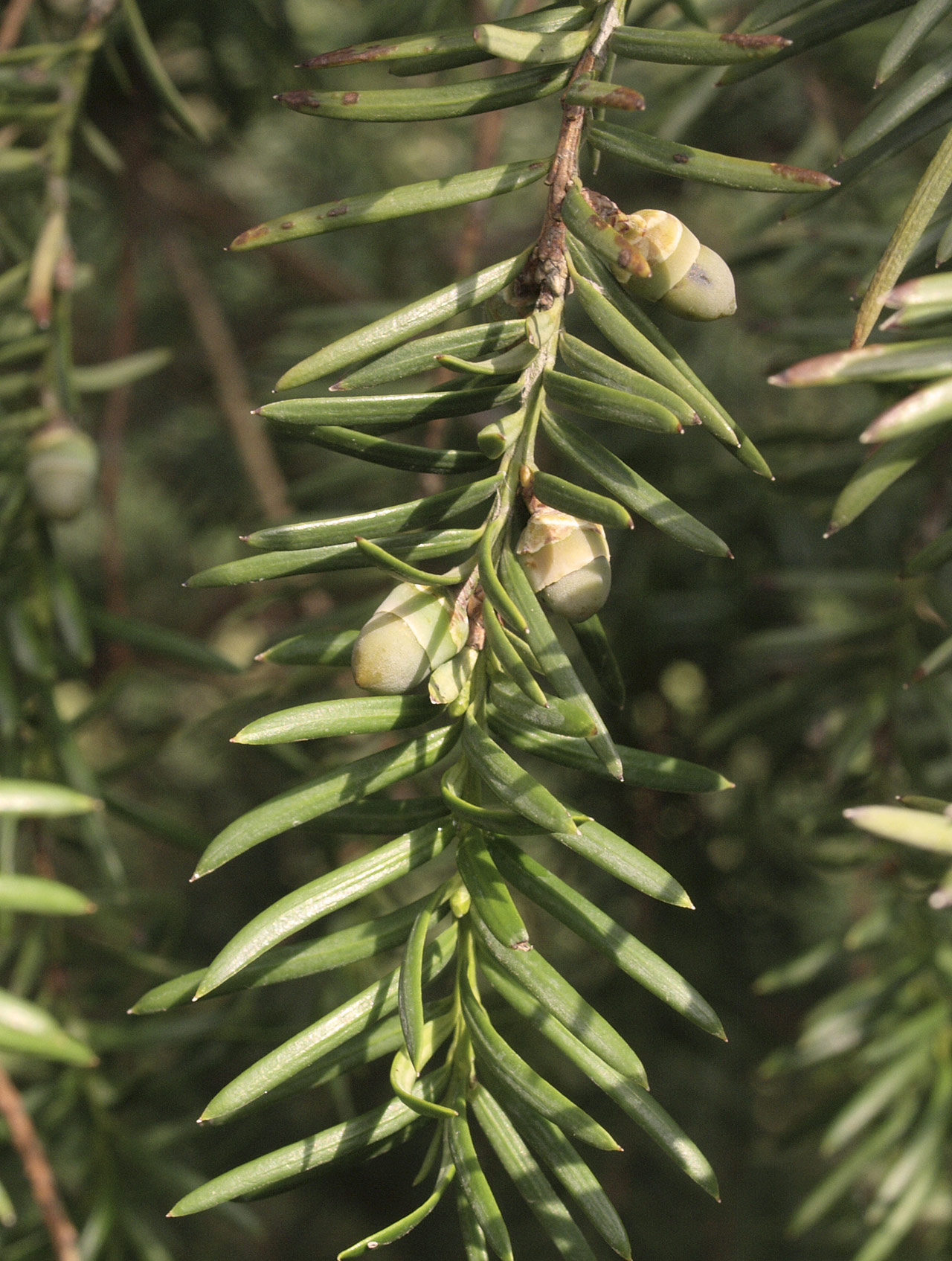
Frutos

## Descripción
Taxus baccata fue descrito por Carlos Linneo y publicado en Species Plantarum 2: 1040. 1753.
Es una conífera que puede crecer hasta 10-20 m (excepcionalmente, 28 m). Tiene un tronco marrón grueso que puede llegar a los 4 m de diámetro. Su crecimiento es lento y con una longevidad de hasta 5000 años. Las hojas, lanceoladas, delgadas y de tono verde oscuro, miden 1-4 cm de largo por 2-3 mm de ancho y se agrupan en espiral sobre la rama.  Toda la planta es venenosa excepto el arilo que recubre el "fruto" (al tratarse de una gimnosperma, la planta carece de frutos propiamente dichos). Las raíces pueden estar colonizadas por hongos  microscópicos que forman la simbiosis, facilitando la nutrición de la planta, especialmente la captación de fosfato. 
Es una planta dioica, muy rara vez monoica, con flores solitarias en ambos sexos. Se han descrito algunos casos esporádicos de cambio de sexo parcial o total con la edad. Florece a finales de invierno o inicio de primavera. Los conos están modificados, cada uno contiene una única semilla de 4–7 mm de longitud, parcialmente rodeada por una escama carnosa, blanda y roja que le da forma similar a la una de baya, llamada arilo. El arilo tiene 8-15 mm de longitud y está abierto en su extremo. Los arilos maduran entre finales de verano y mediados de otoño del mismo año y son consumidos, junto con la semilla, por los zorzales y otras aves, que las dispersan en sus excrementos. Las semillas son venenosas y amargas, pese a lo cual son ingeridas por algunas especies de aves, como el picogordo, el verderón común y el carbonero común. La semilla no germina hasta el segundo o tercer año.

## Hábitat
En España suele encontrarse como árbol aislado, en mezcla con otras especies, formando a veces pequeños rodales; el mayor número de ejemplares se halla en los sistemas montañosos septentrionales, como el bosque de tejos de la sierra del Sueve en Asturias, la Braña de los Tejos en Peñarrubia (Cantabria) o el Bosque del Tejedelo (provincia de Zamora). 
La lentitud de su desarrollo y germinación lo convierten en una especie poco competitiva que va quedando relegada a enclaves donde la topografía le favorece.
Crece en ambientes húmedos y frescos, en zonas montañosas, en las umbrías, a partir de los 800 m s. n. m. aproximadamente según la latitud. Su hábitat son bosques mixtos, barrancos, laderas y escarpes rocosos, indiferente al sustrato. 
Una de las causas de regresión de la especie en el medio natural ha sido la tala para el aprovechamiento de su madera, pero también se citan otras como la deforestación, que ha ocasionado cambios ambientales y relegado la especie a aquellas zonas donde el ambiente ha permanecido húmedo. Por esta razón, en muchas partes de Europa, los tejos antiguos individuales son considerados monumentos de la naturaleza como restos de antiguos bosques y, por lo tanto, protegidos y conservados.

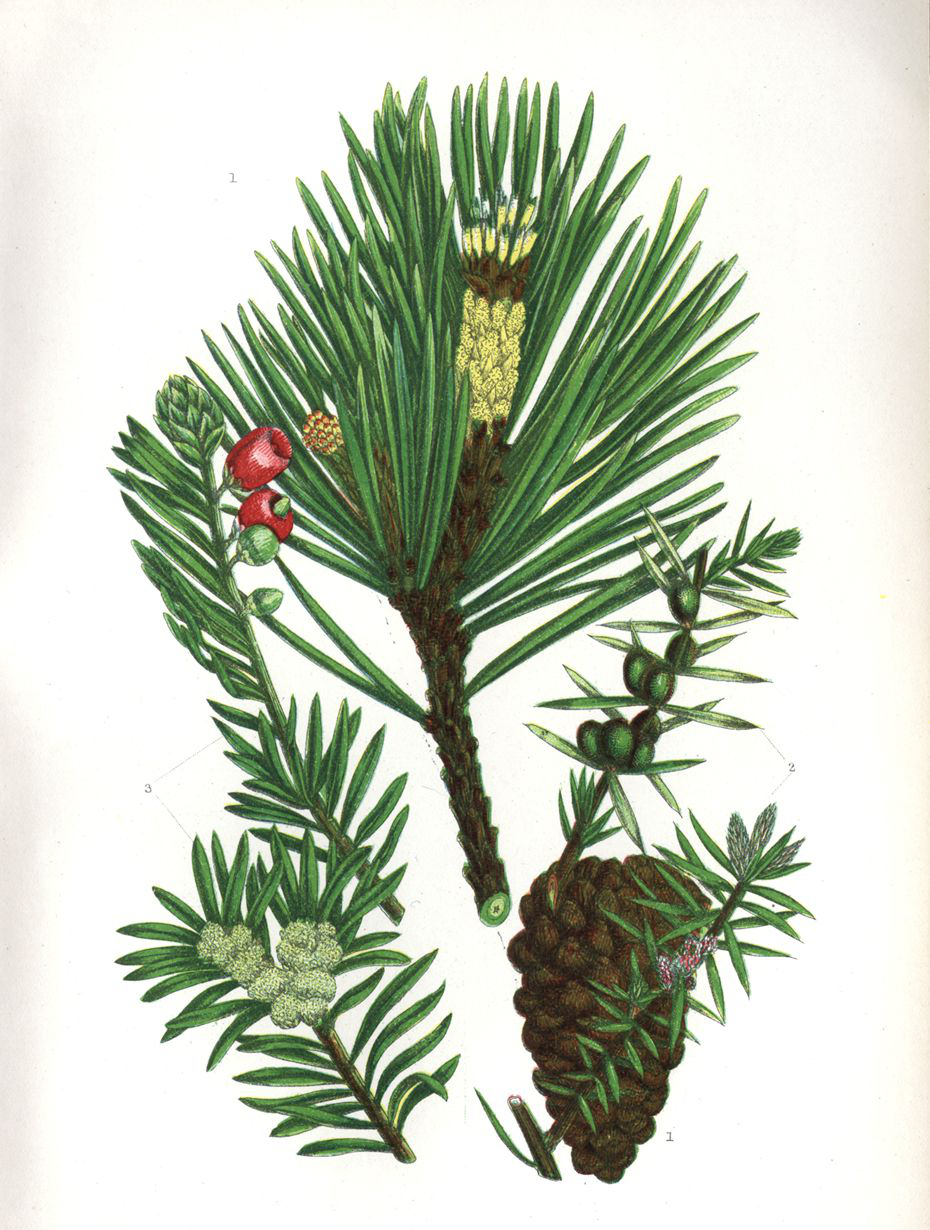
Ilustración

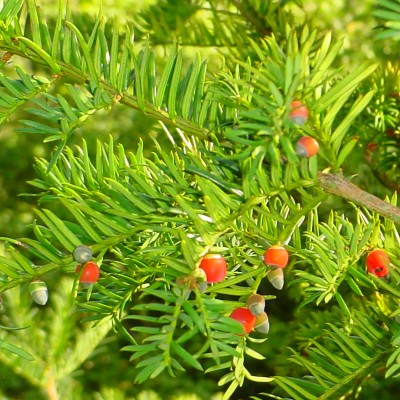
Hojas y "frutos" (arilos).

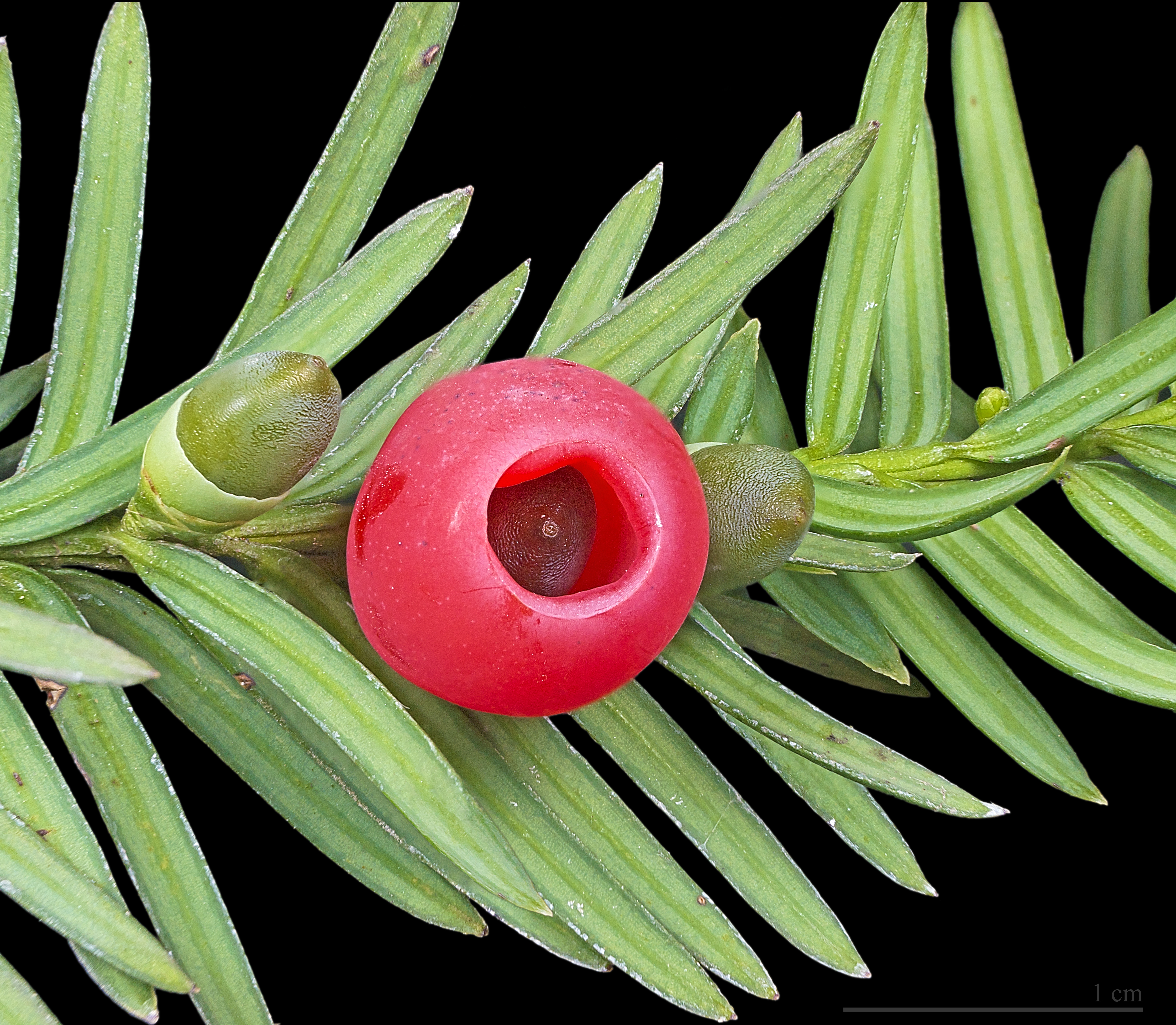
Arilos inmaduros (verdes) y maduros (rojos).

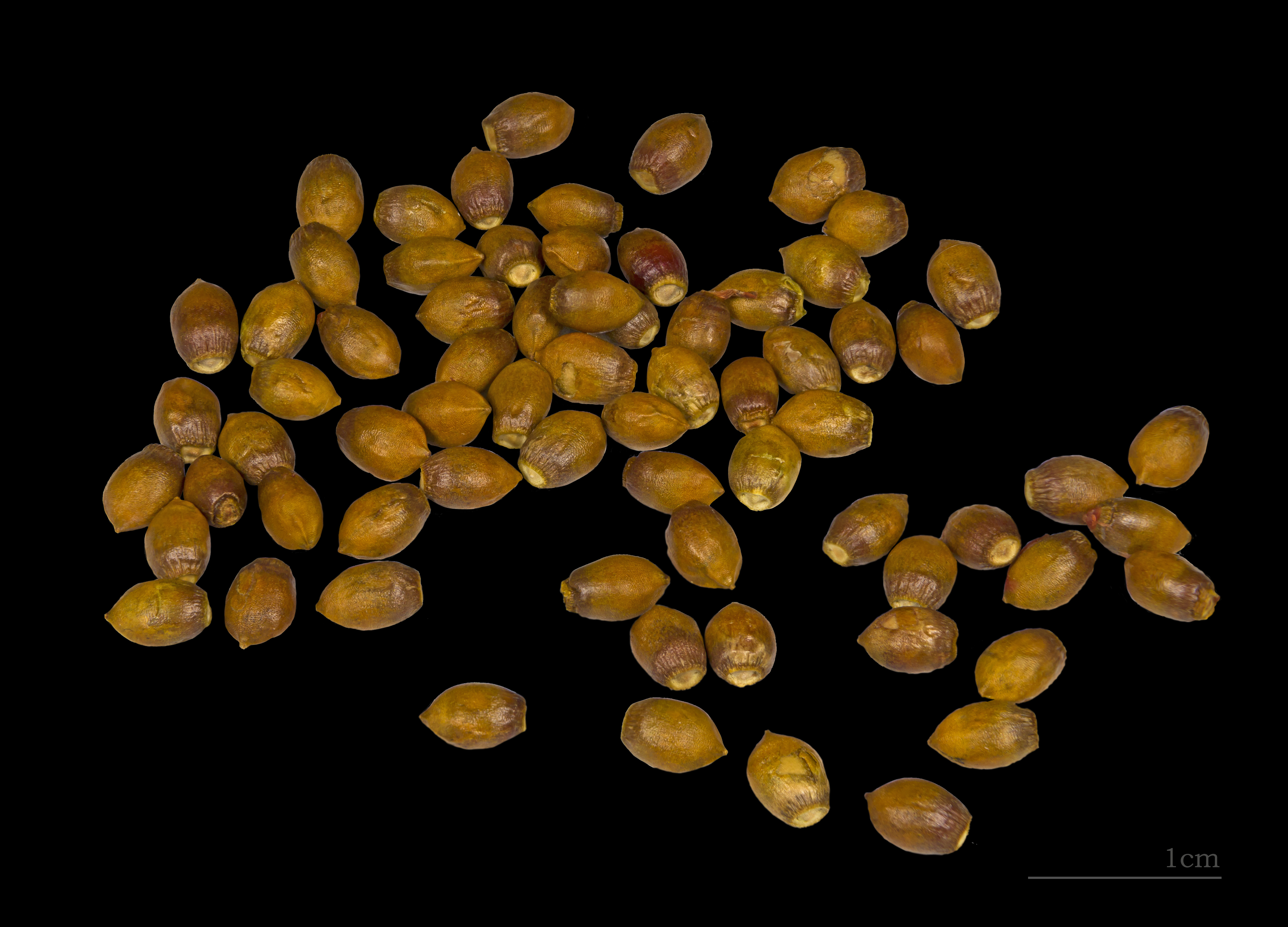
Semillas.

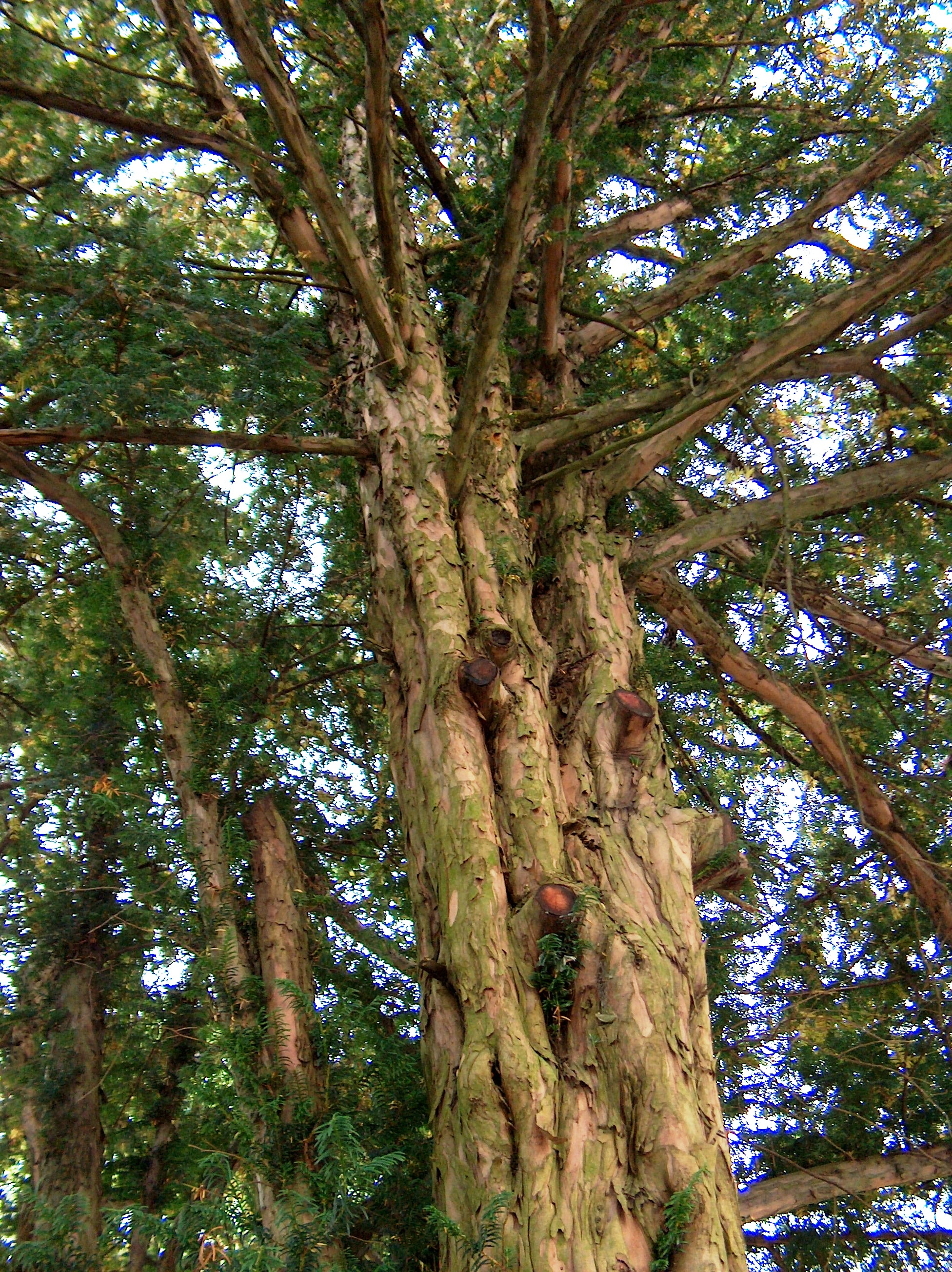
Corteza.

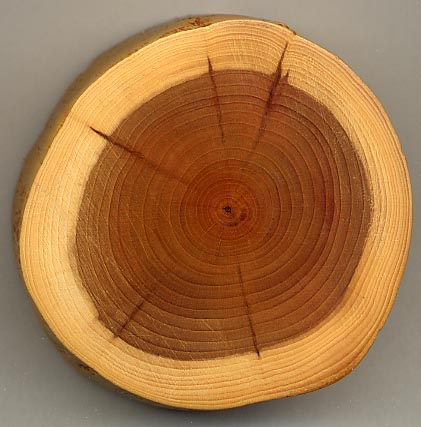
Madera.

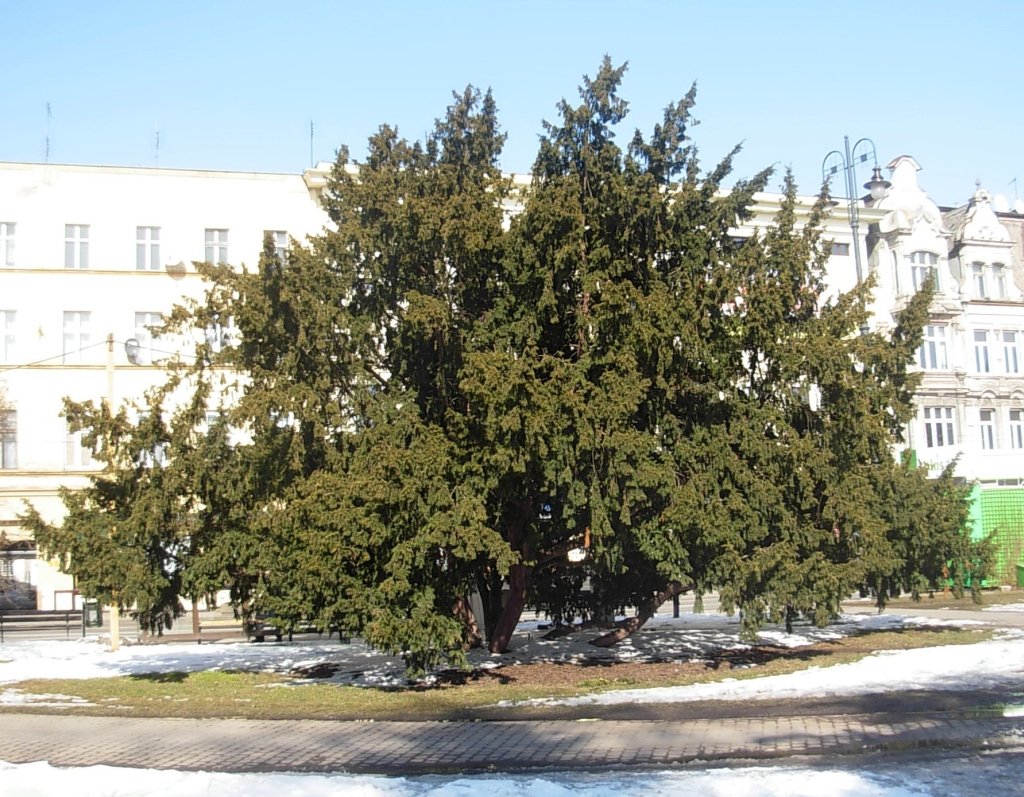
Vista del árbol.

## Usos
Debido a su longevidad, el tejo siempre ha sido un árbol de cementerios desde la antigüedad. También se encuentra cerca de las iglesias rurales. 
Es muy utilizado en horticultura ornamental. Existe un gran número de variedades, siendo una de las más frecuentes en los jardines y parques el Tejo de Irlanda o Tejo irlandés (Taxus baccata 'Fastigiata'). También se usan diversos cultivares con hojas amarillas, conocidos colectivamente en inglés como Golden Yew, esto es, "Tejo dorado". Por último, cabe mencionar el Taxus baccata 'Lutea', que destaca porque su arilo es de color amarillo claro.
Sin embargo, su uso en jardinería para setos ha disminuido respecto al pasado por varias razones, entre ellas la lentitud de su crecimiento, que se ve superada por otras especies de coníferas como la Thuja plicata y sus cultivares, que también toleran la poda y son de crecimiento rápido.
Antiguamente se utilizó mucho para fabricar arcos de guerra por su extraordinaria flexibilidad y duración. Muy usado por los arqueros ingleses. Además se usa en ebanistería y marquetería, por la notable calidad y la belleza de aguas de su madera.

### Uso en la industria farmacéutica
De sus hojas se obtienen dos compuestos químicos:
- Bacatina III
- 10-deacetilbaccatina III

Estos dos compuestos son precursores químicos que, mediante reacciones de semisíntesis, dan lugar al paclitaxel o taxol, un potente agente anticanceroso, el cual se obtiene también de la corteza de la especie Taxus brevifolia.
En este caso, su concentración es muy baja y se opta por Taxus baccata y la semisíntesis para evitar afectar a la especie.

## Toxicidad
Excepto los arilos, todas las partes del árbol contienen una sustancia tóxica llamada taxina: una mezcla de alcaloides que tienen un efecto cardiotóxico que produce parálisis en el corazón en dosis elevadas.
Entre las antiguas poblaciones del norte de España estuvo muy extendida la práctica del suicidio con veneno de tejo. Actualmente, es muy rara la intoxicación por el tejo, siendo en ocasiones de extrema gravedad o fatal.

### Circunstancias de la intoxicación
El consumo de bayas casi siempre es obra de niños pequeños: atraídos por el color del arilo, de sabor más bien dulce.
Por otro lado, en el consumo de hojas, casi todos los casos descritos, son ingestiones voluntarias, con fines suicidas. La práctica es antigua; Julio César cuenta uno de los primeros casos conocidos en la Guerra de las Galias, y la primera publicación médica sobre una muerte por ingestión de hojas de tejo sería un artículo publicado en The Lancet en 1836.

### Síntomas observados
La ingestión de "frutos" (semillas rodeadas de un arilo carnoso), por regla general, no produce cambios en los humanos, ya que el tegumento externo de la semilla no se altera por su paso a través del tubo digestivo. Para que empiece a manifestarse la intoxicación, es preciso que se mastique la semilla. 
En cuanto a la ingestión de hojas, a menudo no se pueden percibir síntomas. Los análisis de casos anteriores muestran que un intoxicado puede tener principalmente náuseas, vómitos y sufrir dolores intestinales; poco después encontrarse somnoliento, letárgico, comatoso. Disminuye rápidamente su presión sanguínea, se debilita el pulso. El electrocardiograma registra profundas alteraciones (arritmias ventriculares). El estado clínico se degrada muy deprisa: cianosis o parada respiratoria, necesita masaje cardíaco y ventilación asistida. Si la cantidad realmente ingerida no es grande (o ha sido eliminada muy rápidamente mediante un vómito provocado), los trastornos del ritmo se pueden corregir espontáneamente.

### Tratamiento propuesto
En caso de ingestión del fruto, arilos, se preconiza habitualmente la provocación del vómito, y se completa esta medida con la administración de carbono activo; si el vómito es abundante (bayas, hojas), se recomienda acudir a un médico.
Y si se trata de ingestión de hojas, se emprende una acción depuradora y se intenta un tratamiento sintomático. El mayor problema es la arritmia: el médico generalmente coloca una sonda de arrastre electro sistólico o un dispositivo de estimulación externa que se puede utilizar muy rápidamente. La desfibrilación eléctrica puede provocar una mejora transitoria.

### Toxicidad en otros animales
Otros animales son tan sensibles como los humanos a los principios tóxicos del tejo. La mayoría de las intoxicaciones son de herbívoros, pero también de otros animales como perros. La sensibilidad al tejo varía según el animal, por ejemplo, 100-200 g serían mortales para un caballo.
En algunos lugares, el árbol ha sido eliminado por los pastores precisamente por su toxicidad para el ganado.

### Identificación del tóxico
Como las hojas, coriáceas, transitan lentamente por el tubo digestivo, se pueden recuperar e identificar fácilmente, corroborándose los caracteres morfológicos mediante un examen microscópico que muestra una epidermis con células muy cutinizadas, así como la ausencia de hipodermis y de canales resinosos.
Si el intoxicado ha utilizado un extracto o si se quiere confirmar la identificación morfológica se puede identificar por espectrofotometría de masas combinadas con cromatografía en fase gaseosa tras la extracción, por cromatografía en fase gaseosas después de la extracción clorometilenica o por cromatografía líquida a alta presión. Se puede considerar la búsqueda del tóxico en los medios biológicos utilizando los métodos desarrollados en ocasión de los ensayos realizados con el taxol. 

## Simbología
Se cree que este árbol tenía un significado místico y sagrado en cultos paganos precristianos y se suelen encontrar tejos junto a iglesias cristianas.
Ya en la Antigüedad, el tejo era una especie muy apreciada, particularmente por su madera de gran calidad, y estudiada tanto por sus propiedades curativas como venenosas. 
Fueron los griegos quienes dieron al tejo el nombre de Taxus en función de dos aspectos importantes de este árbol: taxon ('arco') y toxikon ('veneno'); esto es, por un lado, su madera, resistente y flexible, se utilizaba para la fabricación de arcos y, por otro, su naturaleza venenosa era bien conocida (se le llamaba árbol de la muerte), siendo nombrado con frecuencia en la literatura griega y también en la latina.
Era conocido como “árbol de la muerte” por los griegos y romanos debido a su toxicidad. Así, Julio César habla de este árbol en el sexto libro de De Bello Gallico, del año 51 a. C., donde menciona la muerte del jefe Catuvolcus, quien se suicidó bebiendo una infusión hecha de corteza de tejo. 
Respecto al poder curativo del árbol, el emperador Claudio ya lo recomendaba como antídoto para algunas mordeduras y en el siglo XVIII era considerado antirreumático, antimalárico y abortivo. También los druidas irlandeses tenían un gran respeto al tejo porque creían que era eficaz contra las hadas y las brujas en ceremonias mágicas.
Véase simbología del tejo.

### Religión

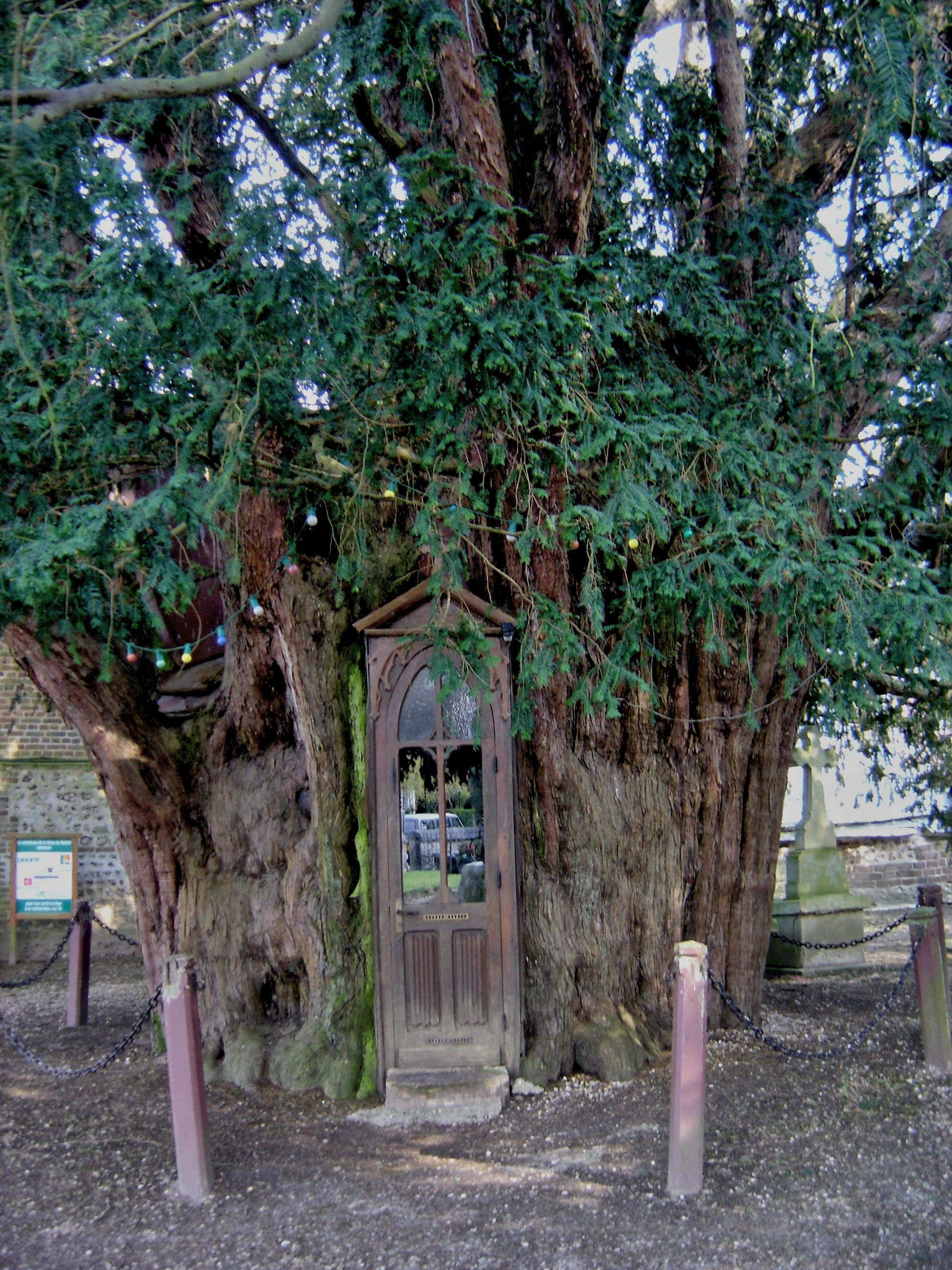
Puerta de una capilla normanda situada en un tejo, Chapelle Saint-Anne, Iglesia de Notre-Dame, La Haye-de-Routot, Francia.

El tejo se encuentra tradicional y regularmente en cementerios de Inglaterra, Gales, Escocia, Irlanda y el norte de Francia (particularmente en Normandía).  Algunos ejemplos se pueden encontrar en La Haye-de-Routot o La Lande-Patry.  Se dice que hasta 40 personas podrían pararse dentro de uno de los tejos de La-Haye-de-Routot, y el tejo de Le Ménil-Ciboult es probablemente el más grande, con una circunferencia de 13 m. Los tejos pueden crecer hasta volverse excepcionalmente grandes (más de 5 m de diámetro) y pueden vivir más de 2000 años.  A veces, los monjes plantaban tejos en medio de su claustro, como en la abadía de Muckross (Irlanda) o la abadía de Jumièges (Normandía).  Algunos árboles de tejo antiguos se encuentran en la Iglesia de Santa María la Virgen, Overton-on-Dee en Gales.
En la tradición y cultura asturiana, el tejo se consideraba vinculado a la tierra, a la gente, a los ancestros y a la religión antigua.  Era tradición en el Día de Todos los Santos llevar una rama de un árbol de tejo a las tumbas de aquellos que habían muerto recientemente para que fueran guiados en su regreso a la Tierra de las Sombras.  El tejo se ha encontrado cerca de capillas, iglesias y cementerios desde la antigüedad como símbolo de la trascendencia de la muerte.  A menudo se encuentran en las plazas principales de los pueblos donde la gente celebraba los concejos abiertos que servían como una forma de asamblea general para gobernar los asuntos del pueblo.
Se ha sugerido que el árbol sagrado en el Templo de Uppsala era un tejo antiguo. La iglesia cristiana comúnmente consideró conveniente apoderarse de los sitios sagrados precristianos existentes para las iglesias.  También se ha sugerido que los tejos se plantaron en lugares religiosos porque su larga vida sugería la eternidad o porque, al ser tóxicos cuando se ingerían, se los consideraba árboles de la muerte. Otra explicación sugerida es que se plantaron tejos para disuadir a los granjeros y pastores de dejar que los animales deambularan por los cementerios, siendo el follaje venenoso el desincentivo. Otra posible razón es que las frondas y las ramas de tejo se usaban a menudo como sustituto de las palmas el Domingo de Ramos.
El rey Eduardo I de Inglaterra ordenó que se plantaran tejos en los cementerios para proteger los edificios.  Algunos tejos existían antes que sus iglesias, ya que los predicadores celebraban servicios debajo de ellos cuando las iglesias no estaban disponibles.  Debido a la capacidad de sus ramas para enraizar y brotar de nuevo después de tocar el suelo, los tejos se convirtieron en símbolos de muerte, renacimiento y, por lo tanto, inmortalidad.
En interpretaciones de la cosmología nórdica, el árbol Yggdrasil se ha interpretado tradicionalmente como un fresno gigante.  Algunos eruditos ahora creen que se cometieron errores en interpretaciones pasadas de los escritos antiguos, y que lo más probable es que el árbol sea un tejo europeo ("Taxus baccata").
En el Crann Ogham, la variación del antiguo alfabeto irlandés Ogham que consiste en una lista de árboles, el tejo es el último en la lista principal de 20 árboles, principalmente  simbolizando la muerte.  Hay historias de personas que se han suicidado al ingerir el follaje.  Como los antiguos celtas también creían en la transmigración del alma, hay en algunos casos un significado secundario del alma eterna que sobrevive a la muerte para renacer en una nueva forma.

## Nombre común
- Castellano: if, iphi, mataburros, sabina (2), sabino (2), tajo (4), taxo (4), teijo, teiso, teixeda, teixo (5), teixu, tejo (59), tejo, tejo blanco, tejo común, tejo encarnado, tejo negro (3), tejuelo, tejón (5), teo, tesio (2), texeira, texio, texo (3), tiju, toxo, té hormiguero.[19] El número entre paréntesis indica el número de especies con el mismo nombre común.

## Ejemplares milenarios en España
- Tejo de Barondillo
- Tejo de Bermiego
- Bosque del Tejedelo
- Tejo de Santa Coloma
- Tejo de San Cristóbal de Valdueza

## Tejedas notables de la península ibérica
- Tejeda de Tosande
- Teixadal de Casaio